# Loimaa
Loimaa je město ve Finsku, kde žije okolo 16 000 obyvatel. Leží v provincii Vlastní Finsko 65 km severovýchodně od Turku a protéká jím řeka Loimijoki. Městem prochází Evropská silnice E63. Významnou památkou je kostel z roku 1837.
První písemná zmínka pochází z roku 1439. Rozvoj sídla umožnila železnice Turku–Toijala zprovozněná v roce 1876. V roce 1921 se Loimaa stala centrem seutukunty a v roce 1969 byla povýšena na město.
Narodil se zde surrealistický výtvarník Alpo Jaakola. V roce 1992 byl otevřen sochařský park zasvěcený jeho tvorbě.
Basketbalový klub Bisons Loimaa se stal dvakrát mistrem Finska. V nejvyšší volejbalové soutěži působí tým Hurrikaani Loimaa. V městské části Alastaro se nachází okruh pro automobilové závody.

## Partnerská města
- Jõhvi, Estonsko
- Mosfellsbær, Island
- Skien, Norsko
- Staraja Russa, Rusko
- Thisted, Dánsko
- Uddevalla, Švédsko